# Governança de dados
Governança de dados é um termo usado tanto no nível macro quanto no micro. O primeiro é um conceito político e faz parte das relações internacionais e da governança da Internet; o último é um conceito de administração de dados e integra a governança corporativa de dados.

## Nível macro
No nível macro, a governança de dados refere-se ao controle dos fluxos de dados transfronteiriços pelos países e, por isso, um modo mais preciso de descrevê-la é governança internacional de dados. Este novo campo consiste em "normas, princípios e regras que regem vários tipos de dados".

## Nível micro
O foco, aqui, está em uma organização individual. Neste caso, a governança de dados é um conceito de gerenciamento de dados, e se refere à capacidade que uma organização tem de garantir um alto nível de qualidade de dados durante todo o ciclo de vida dos dados e implementar controles de dados para apoiar os objetivos de negócio. As principais áreas de interesse da governança de dados incluem disponibilidade, usabilidade, consistência, integridade de dados e segurança de dados e atendimento de padrões. Inclui, ainda, o estabelecimento de processos para garantir o gerenciamento eficaz de dados em toda a organização, tais como responsabilidade pelos efeitos adversos da baixa qualidade de dados e garantia de que os dados de uma organização podem ser usados por toda a instituição.
O administrador de dados é um papel que garante a observância dos processos de governança de dados e a aplicação de suas diretrizes na organização, além de recomendar melhorias.
A governança de dados abrange as pessoas, os processos e as tecnologias da informação necessários para o manejo consistente e adequado dos dados de uma organização. Ela estabelece os fundamentos, a estratégia e a estrutura necessários a todas as práticas de gerenciamento de dados, garantindo que os dados sejam gerenciados como um ativo e transformados em informações relevantes. As metas podem ser definidas em todos os níveis da organização e isso pode ajudar na aceitação dos processos por aqueles que deverão segui-los. Alguns objetivos da governança de dados incluem:
- Aumentar a consistência e a confiança na tomada de decisões
- Diminuir o risco de multas regulatórias
- Melhorar a segurança dos dados, definindo e verificando também os requisitos para as políticas de distribuição de dados[5]
- Maximizar o potencial de geração de renda dos dados
- Designar a responsabilidade pela qualidade da informação
- Permitir um melhor planejamento pela equipe de supervisão
- Minimizar ou eliminar o retrabalho
- Otimizar a eficácia da equipe
- Estabelecer linhas de base de desempenho do processo para possibilitar esforços de melhoria
- Reconhecer e reter todos os ganhos

Esses objetivos são atingidos pela implementação de programas de governança de dados ou técnicas de gestão da mudança.
Quando as organizações desejam ou são obrigadas a obter o controle de seus dados, elas capacitam seu pessoal, definem processos e adotam ferramentas tecnológicas para essa finalidade.

## Impulsionadores da governança de dados
Embora as iniciativas de governança de dados possam ser motivadas pelo desejo de melhorar a qualidade dos dados, o mais comum é que sejam conduzidas por líderes de alto escalão para atender regulações externas. Em um relatório recente elaborado pela comunidade de CIOs WaterCooler, 54% afirmaram que o principal motivador era a eficiência nos processos; 39% - requisitos regulatórios; e apenas 7% para atendimento ao cliente. Exemplos desses regulamentos incluem Sarbanes–Oxley Act, Basileia I, Basileia II, HIPAA, GDPR, cGMP, e vários regulamentos de privacidade de dados. Para estar em conformidade com esses regulamentos, os processos e controles de negócios precisam adotar procedimentos formais de gerenciamento de controle dos dados sujeitos a esses regulamentos. Programas bem-sucedidos identificam impulsionadores significativos tanto para a liderança executiva quanto para as autoridades de controle.
A necessidade de gerenciar riscos está entre os temas mais comuns de regulação externa. Os riscos podem ser erros de ordem financeira, liberação inadvertida de dados confidenciais ou baixa qualidade de dados para decisões importantes. Os métodos para gerenciar esses riscos variam de setor para setor. Exemplos de boas práticas e diretrizes comumente referenciadas incluem COBIT, ISO/IEC 38500 e outras normas. A profusão de regulamentações e padrões cria desafios para os profissionais de governança de dados, principalmente quando várias regulamentações se sobrepõem aos dados que estão sendo gerenciados. As organizações geralmente lançam iniciativas de governança de dados para enfrentar esses desafios.

## Iniciativas de governança de dados (Dimensões)
As iniciativas de governança de dados melhoram a qualidade dos dados ao designar uma equipe responsável pela precisão, integridade, consistência, atualidade, validade e exclusividade dos dados. Essa equipe geralmente é composta por liderança executiva,gerenciamento de projetos, gerentes de negócios e administradores de dados. A equipe geralmente utiliza alguma forma de metodologia para rastrear e melhorar os dados da organização, como a Six Sigma, e ferramentas para mapeamento de dados, criação de perfis, limpeza e monitoramento de dados.
As iniciativas de governança de dados podem ter como finalidade alcançar vários objetivos, incluindo oferecer mais visibilidade a clientes internos e externos (como gerenciamento da cadeia logística), conformidade com a lei regulatória, melhorar as operações após o rápido crescimento da empresa ou fusões corporativas ou ajudar na eficiência de trabalhadores do conhecimento da empresa, reduzindo a confusão e o erro e aumentando seu escopo de conhecimento. Muitas iniciativas de governança de dados também são motivadas por tentativas anteriores de corrigir a qualidade das informações que levaram a processos de qualidade de dados inconsistentes e redundantes. A maioria das grandes organizações tem muitos aplicativos e bancos de dados que não são capazes de compartilhar informações facilmente. Portanto, os trabalhadores do conhecimento em grandes organizações geralmente não têm acesso aos dados de que precisam para realizar bem seu trabalho. Quando eles têm acesso aos dados, a qualidade dos dados pode ser ruim. Ao estabelecer uma prática de governança de dados ou autoridade de dados corporativa (indivíduo ou área responsável por determinar como proceder, no melhor interesse do negócio, quando surge um problema de dados), esses problemas podem ser mitigados.

## Implementação
A implementação de uma iniciativa de governança de dados pode variar em escopo e origem. Às vezes, uma liderança pode iniciar um esforço transversal à toda a empresa, ou então criar projetos piloto, limitados em escopo e objetivos, para resolver problemas existentes ou demonstrar valor. Às vezes, uma iniciativa pode se originar mais abaixo na hierarquia da organização e será implantada em um escopo limitado para demonstrar valor aos patrocinadores em potencial mais acima na organização. O escopo inicial de uma implementação também pode variar muito, desde a revisão de um único sistema de TI até uma iniciativa transversal à organização.
Os seguintes passos são considerados fundamentais para o planejamento, o lançamento e o apoio a um programa de governança de dados:
1. Construção do caso de negócios (business case). Trata-se de estabelecer e identificar fatores decisivos do negócio em questão para impulsionar a governança e justificar o investimento e o esforço.
2. Documentação das diretrizes. Os princípios associados à governança dever ser desenhados e apresentados às lideranças sêniores.
3. Engajamento da gestão. É necessário envolver os principais stakeholders e, então, apresentar o caso de negócios e as diretrizes à alta administração.
4. Desenvolvimento de um modelo operacional. Uma vez obtida a aprovação da gestão, são definidos papéis e responsabilidades, e então descritos processos e procedimentos para o comitê de governança e times de gerenciamento de dados.
5. Estabelecimento de um framework para responsabilização. Definição dos responsáveis pela custódia dos dados e responsabilidades em seu manejo.
6. Desenvolvimento de taxonomias e ontologias. Para que seja possível cumprir com as regulações e procedimentos de organização e proteção dos dados, é preciso que sejam categorizados e classificados.
7. Definir o conjunto de soluções (stack de tecnologias) apropriado. Deve-se reunir as ferramentas que facilitam os processos de validação e verificação da conformidade.
8. Programa de educação e capacitação. Para conscientizar sobre o valor da governança de dados e reforçar boas práticas.

## Ferramentas de governança de dados
Líderes de programas de governança de dados bem-sucedidos declararam em dezembro de 2006 na Conferência de Governança de Dados em Orlando, Flórida, que entre 80 e 95 por cento da governança de dados é uma questão de comunicação." Dito isso, é fato que muitos dos objetivos de um programa de governança de dados devem ser alcançados com ferramentas apropriadas. Muitos fornecedores estão posicionando seus produtos como ferramentas de governança de dados; devido às diferentes áreas de foco de várias iniciativas de governança de dados, qualquer ferramenta pode ou não ser apropriada, e, além disso, muitas ferramentas que não são propagandeadas como ferramentas de governança atendem às necessidades e demandas de governança.